# 순연
순연(荀衍, ? ~ ?)은 중국 후한 말의 무장으로, 자는 휴약(休若)이며 예주(豫州) 영천군(潁川郡) 영음현(潁陰縣) 사람이다. 원소(袁紹)의 모사 순심(荀諶)의 형이며, 조조(曹操)의 모사 순욱(荀彧)의 셋째 형이다.

## 생애
조조를 섬겼다.
건안(建安) 9년(204년) 8월, 조조는 원상(袁尙)의 모사 심배(審配)를 죽이고 업(鄴)을 차지하였다. 업을 빼앗긴 원상은 중산(中山)으로 도망쳤고, 병주목(幷州牧) 고간(高幹)은 원상을 받아들이지 않고 조조에게 항복하였다. 조조는 고간을 받아들이고 그대로 병주를 다스리도록 하였다.
그러나 이듬해 8월, 조조가 오환(烏丸) 정벌을 떠나자 고간은 조조에게 반기를 들었다. 이때 고간은 업을 기습하였는데, 당시 감군교위(監軍校尉)였던 순연은 이 계획을 알아차려 내응자들을 모두 주살하였다. 이 공으로 순연은 열후(列侯)에 봉해졌다.

## 순연의 친족관계

### 관련 인물
순심　순욱(荀彧)　순욱(荀勗)　순유　순황